# Bói cá bụng trắng
Bói cá bụng trắng (danh pháp hai phần: Corythornis leucogaster) là loài chim thuộc chi Corythornis, họ Bồng chanh. Loài này phân bố ở phía Tây xích đạo châu Phi.

## Phân loài
Loài này có 3 phân loài:
- C. l. bowdleri
- C. l. leucogaster
- C. l. leopoldi